# Majesty
Majesty to zespół muzyczny z Niemiec grający heavy/power metal, założony w 1997. Do lipca 2008 występował pod nową nazwą Metalforce. W 2011 roku ogłosił powrót do nazwy Majesty.

## Muzycy

### Członkowie zespołu
- Tarek "Metal Son" Maghary – śpiew, instrumenty klawiszowe
- Rolf Munkes – gitara
- Björn Daigger – gitara rytmiczna
- Marcus Bielenberg – gitara basowa
- Michael Gräter – perkusja

#### Byli członkowie
- Chris Heun – gitara basowa
- Udo Keppner – gitara
- Martin Hehn – gitara basowa
- Markus Pruszydlo – instrumenty klawiszowe
- Andreas Moll – instrumenty klawiszowe
- Ingo Zadravc – perkusja

## Dyskografia

### Dema
- First Demo (1998)
- Metal Monarchs (1999)

### Albumy
- Keep It True (2000)
- Sword & Sorcery (2002)
- Reign In Glory (2003)
- Hellforces (2006)

### Albumy koncertowe
- Metal Law (2004)

### Minialbumy
- Sons of A New Millennium (2006)

### Singel
- Keep It True (2001)